# Лебідь-трубач
Лебідь-трубач (Cygnus buccinator) — водоплавний птах родини качкових (Anatidae).
Лебідь-трубач є найбільшим серед водоплавних птахів, живе в Північній Америці, де був майже винищений, але поступово відновлює чисельність.

## Зовнішній вигляд
Лебідь-трубач дуже подібний до лебедя-кликуна. Між собою вони відрізняються тільки формою і забарвленням дзьоба – у трубача дзьоб цілком чорний. Це найбільший птах серед лебедів і серед водоплавних. Самці досягають довжини 145-163 см і ваги до 11,8 кг, лебідки мають довжину 139-150 см і вагу 10 кг. Розмах крил близько 2 м, хоча траплялись екземпляри з розмахом і 3 м при вазі 17,2 кг .
Лебідь-трубач має дуже довгу гортань і трахею, яка досягає грудини. Саме тому він може видавати трубні звуки. 

## Розповсюдження
Лебідь-трубач був поширений у всій Північній Америці. У 1925 році мешкало всього 76 пар цих птахів. Проведені заходи щодо його збереження і розведення в неволі дозволили збільшити популяцію. У 1957 році налічувалося вже до 1 400 особин, а в 1968 році - вже 5 000 лебедів-трубачів. У наші дні існують дві великі гніздові колонії. Одна з них знаходиться на півдні Аляски, інша - на різних ділянках у північній частині Скелястих гір і на західних рівнинах. Нові території заселяються завдяки організаціям зі збереження довкілля, що працюють над поверненням цього виду птахів у первинні місця його проживання. Більшу частину року лебеді проводять на просторах великих озер і ставків, у заплавах річок. Можуть займати також вологі райони лісу і прерій. 
Лебеді-трубачі, що живуть у центральних частинах Північної Америки, залишаються тут протягом усього року. Популяції з Аляски мігрують. Восени вони залишають тундру і переселяються в тепліші райони на південному сході півострова . Розселяється також по території Канади – головно в Британській Колумбії, але є також в Онтаріо.

## Спосіб життя
Звички: частково перелітний; тримається на своїй ділянці. 

### Живлення
Лебідь-трубач поїдає різні водні рослини. Плаваючи, він також знаходить їстівну прибережну рослинність. Для пошуку корму лебідь-трубач занурює голову і шию у воду, потім стає майже вертикально і гребе лапами. Завдяки цьому прийомові він добирається до пагонів і листя, що ростуть на глибині до одного метра під водою. Лебідь-трубач, вирвавши цілу рослину, з'їдає тільки декілька листків, інші ж частини рослини він залишає лежати на воді. Тому іноді за лебедем-трубачем плавають дрібніші птахи, які збирають залишки його їжі. На суші лебідь-трубач щипає траву та інші низькорослі рослини. Трапляється, що він поїдає також і посіви пшениці. Хоча лебідь-трубач і є рослиноїдним птахом, проте разом з листям він іноді поїдає безхребетних, що знаходяться на них. 
Коли птах стривожений, він плаває, витягнувши шию і тримаючи дзьоб горизонтально. У спокійному стані довга шия лебедя-трубача граціозно, злегка заломлена.

### Розмноження
Лебеді-трубачі створюють пари на все життя. Під час гніздового періоду птахи займають велику ділянку навколо свого гнізда. Територію готують часто вже в лютому.
Перелітні птахи повертаються на свої ділянки в березні — квітні. Багато пар прилітають на те ж саме місце і зазвичай використовують старе гніздо. У тій місцині, де мешкають бобри і ондатри, лебеді часто будують гніздо на їхніх «хатках». Споруда зводиться на стеблах рослин і досягає 3 м завширшки. Гніздо будують обидва птахи. Зсередини вони вистеляють його травою і пухом. 
Самка відкладає 2-13 яєць у квітні-травні. Починає їх висиджувати лише після того, як знесе всі яйця. Висиджування триває близько 33 днів  Самець не насиджує кладку, але допомагає тим, що охороняє гніздо і захищає ділянку.
Вкриті сірим пухом пташенята вилуплюються з перервами в кілька днів. Дуже швидко пташенята стають повністю самостійними. 
Тривалість життя лебедя-трубача до 10 років.

## Лебідь-трубач і людина
Колись лебідь-трубач був поширений на території Північної Америки, але з появою європейських переселенців був майже повністю винищений. 
Ці птахи гинули тому, що замість рятуватися від небезпеки, вони починали завзято оборонятися, внаслідок чого ставали легкою здобиччю мисливців. Лебедів вбивали заради м'яса, пір'я, пуху і шкіри. 
Махові пера використовували для письма, з них також робили прикраси для капелюхів. З пір'я робили боа, а з пуху - пензлики для накладення пудри. Починаючи з 1925 року популяція лебедя-трубача почала відновлюватися. 
В наші дні у США цей вид охороняється законом. 
В Канаді Зоопарк Торонто у Парку Руж у 1982 році розпочав проект охорони виду, використовуючи яйця, зібрані в природному середовищі. Були завезені дорослі особини з Аляски. Завдяки підгодовуванню, вони стали гніздитися на території зоопарку. За час тривання проекту на території зоопарку народилось 60 лебедят. Загалом же в Південному Онтаріо більше 1000 птахів, які живуть на свободі. Хоча є проблема отруєння молодняка свинцем від шроту, який залишився в воді після колишніх полювань, є позитивні перспективи відновлення популяції .

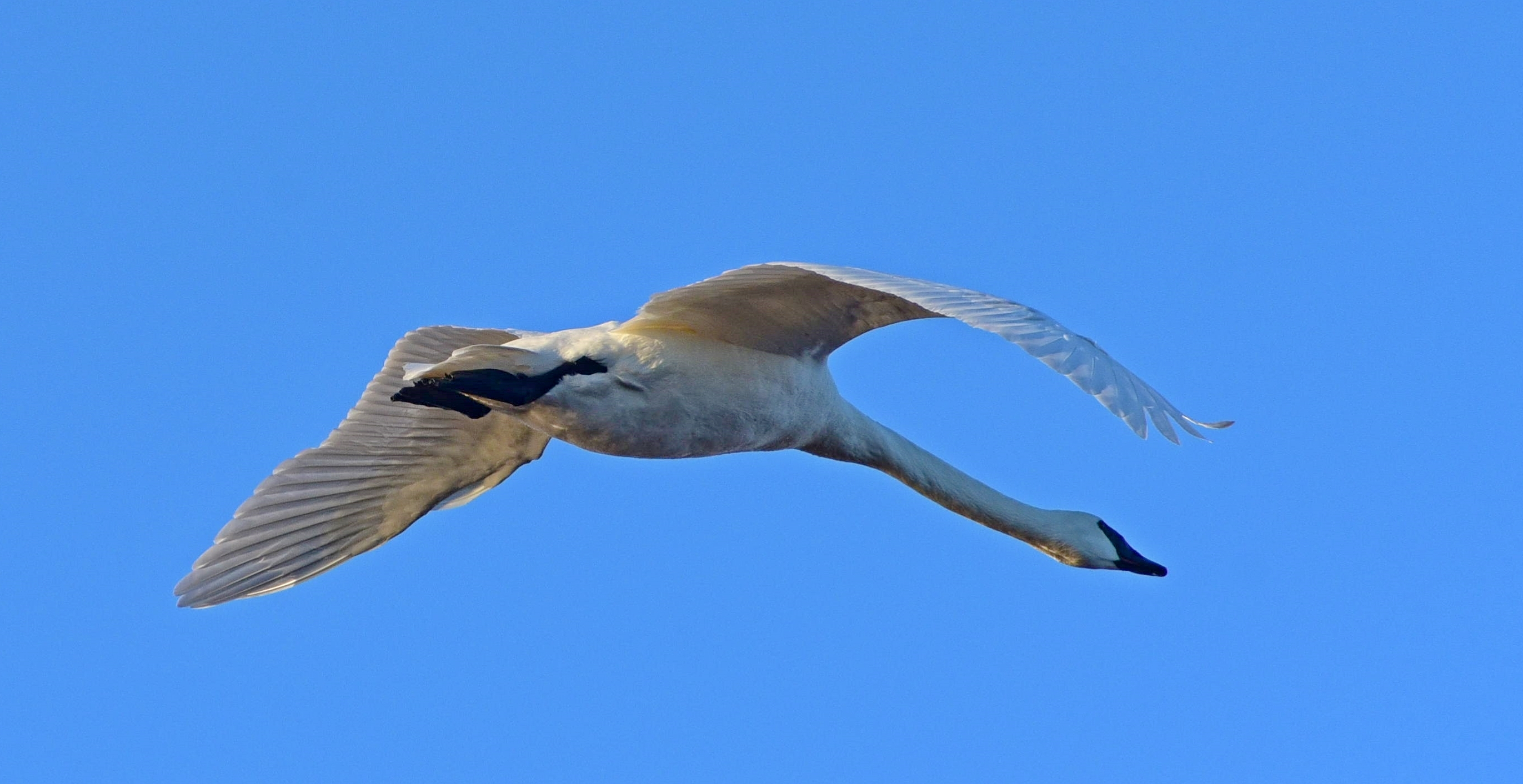
Лебідь у польоті
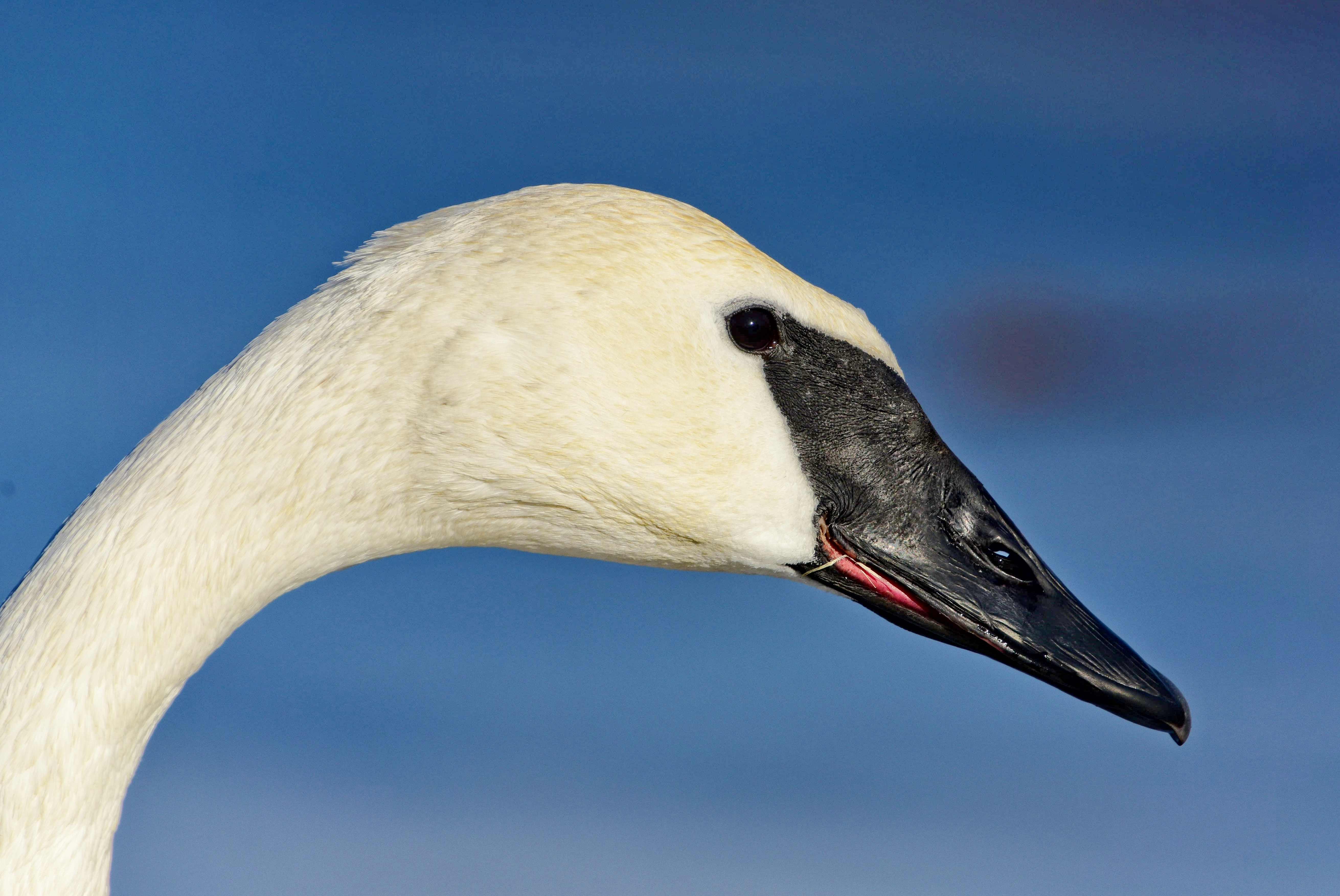
Голова птаха зблизька
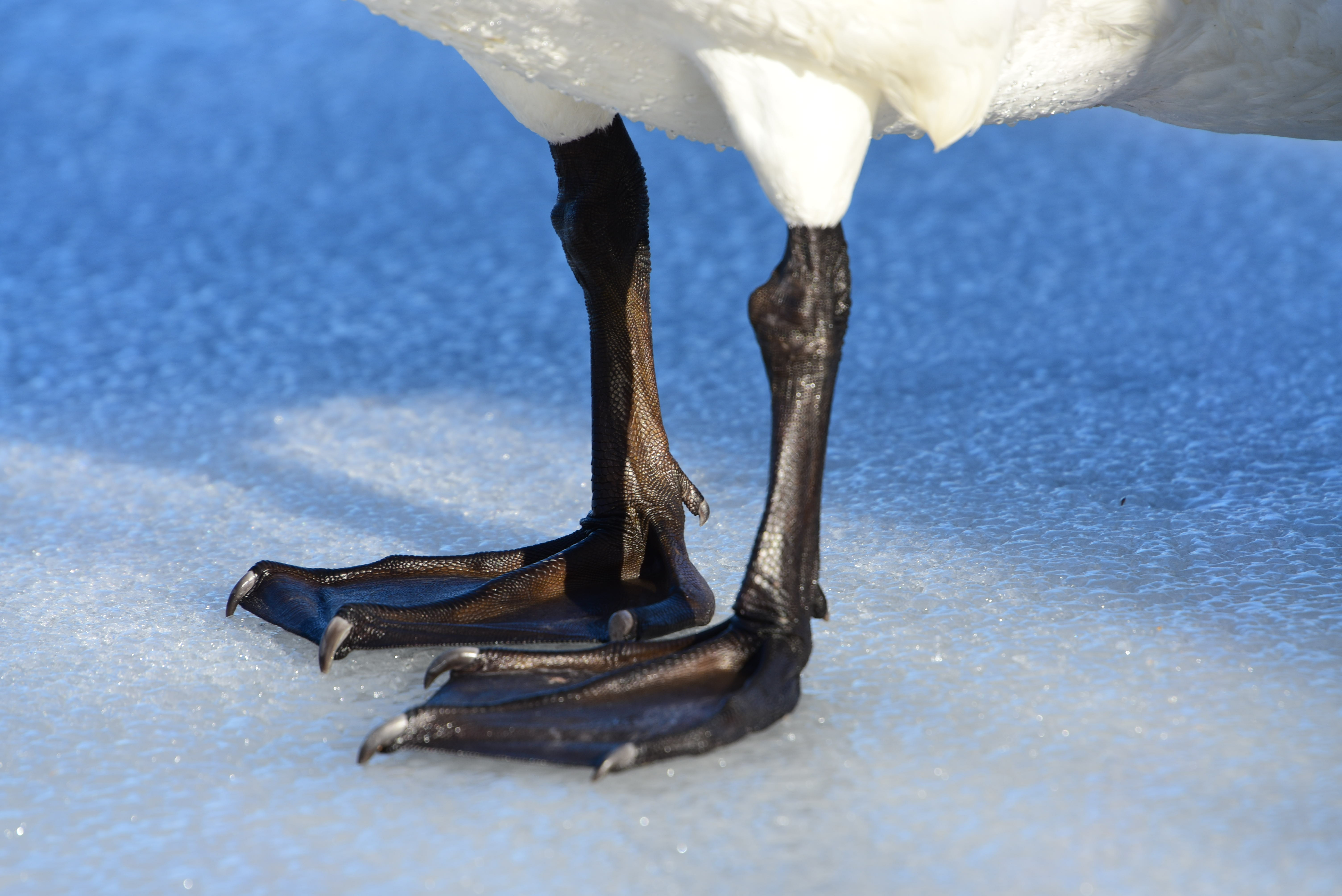
Потужні лапи з перетинками